# Kuty
Kuty (en ucraniano: Ку́ти  translit. Kuty, en alemán: Kutten, en polaco: Kuty, en yidis: קיטעוו‎ translit. Kitev, en rumano: Cuturi) es un sélyshche de Ucrania, a orillas del río Cheremosh, en el raión de Kósiv de la óblast de Ivano-Frankivsk. Es uno de los centros históricos de la antigua región de Pocutia, cuyo nombre deriva del municipio.

## Historia
Kuty, que significa "ángulos" o "esquinas" en ucraniano, se mencionó por primera vez en los registros de 1469 como un pueblo en la propiedad de Jan Odrowąż, entonces arzobispo polaco de Lwów (ahora Lviv) y consejero personal de varios reyes polacos. Con el tiempo, el asentamiento creció y en 1715, a petición de Jan Potocki, el voivod de Kiev, el rey Augusto II el Fuerte le otorgó un estatuto de ciudad. Se fundaron dos iglesias para los uniatas y armenios locales. Con la expansión y la proximidad de Bucovina, la ciudad se convirtió en la sede de una starosta en la región de Halych y en un centro administrativo dentro del Voivodato de Rutenia de la Mancomunidad Polaco-Lituana. La ciudad fue el feudo de la familia Potocki hasta las particiones de Polonia. Kuty tenía para entonces una población formada principalmente por polacos, rutenos, judíos y armenios.
En 1772 quedó bajo administración austriaca y el 1 de mayo de 1782 Kuty perdió sus privilegios de ciudad. Como resultado de ello, su crecimiento económico se detuvo y Kuty siguió siendo un remanso provincial habitado principalmente por comerciantes judíos y armenios. Alrededor de 1850 la ciudad fue comunicada con el resto de Galicia por el ferrocarril Kolomyja - Czerniowce. Sin embargo, tanto Galicia como Bucovina estaban bajo el dominio austriaco, por lo que no pudo aprovechar su condición de ciudad fronteriza. A partir del siglo XIX, Kuty adquirió fama como lugar de vacaciones debido a su pintoresca ubicación, en un río rodeado de colinas y bendecido con un clima templado. Se la conocía como zona frutícola y por los festivales asociados a ello. Contaba con la mayor comunidad armenia de Polonia, muchos de los cuales se habían establecido allí desde Moldavia. La escuela armenia local funcionó hasta la década de 1860 como la única que no fue disuelta por las autoridades austriacas poco después de las particiones de Polonia.
Después del colapso de las potencias centrales en 1918, la ciudad estuvo brevemente bajo el control de la República Popular de Ucrania Occidental. Tras la toma por Rumania, Kuty volvió a la nueva administración polaca independiente. Se convirtió en el paso fronterizo más importante entre Polonia y Rumania. En 1930, el ejército polaco construyó un nuevo puente de madera sobre el río Cheremosh.
Fue en Kuty donde el presidente polaco, Ignacy Mościcki, pasó sus últimos días en Polonia antes de cruzar la frontera hacia el exilio durante la Guerra Defensiva de Polonia de 1939 contra los alemanes y los soviéticos atacando en dos frentes. La ciudad fue defendida por el ejército polaco hasta el 20 de septiembre de 1939. Entre los últimos soldados asesinados por el Ejército Rojo en una dura lucha por el puente se encontraba el notable escritor polaco Tadeusz Dołęga-Mostowicz. Excepto durante la ocupación alemana entre 1941 y 1944, Kuty fue anexionada por la URSS en 1939 y fue administrada por la Ucrania soviética. Algunos polacos de Kuty fueron asesinados por la NKVD soviética en Kuty y en la masacre de Katyn. En la primavera de 1942, durante la ocupación alemana, toda la población judía de Kuty fue asesinada por los alemanes y la Policía Auxiliar Ucraniana, con entre 950 y 1038 judíos masacrados tan solo el 10 de abril de 1942. Muchos murieron en la ciudad, mientras que el resto fue detenido y deportado al gueto de Kolomyia. Solo unos pocos sobrevivieron. Entre marzo y abril de 1944, los nacionalistas ucranianos asesinaron a unos 200 polacos y armenios, entre ellos mujeres y niños. Cuando la Unión Soviética arrebató Kuty a Polonia al final de la Segunda Guerra Mundial, la mayoría de los polacos y armenios supervivientes emigraron a Polonia. La tradición de hornear kołacz, propia de los armenios de Kuty, aún se cultiva en Polonia y está catalogada como alimento tradicional por el Ministerio de Agricultura y Desarrollo Rural de Polonia.
Desde 1991, Kuty forma parte de la Ucrania independiente.

## Comunidad judía
En la primavera de 1942, durante la ocupación alemana, toda la población judía de Kuty fue asesinada por los nazis. Muchos murieron en la ciudad mientras que el resto fueron detenidos y deportados al gueto de Czernowitz. Sólo unos pocos sobrevivieron.

## Demografía
En 1849 la ciudad tenía unos 3 700 habitantes; en 1880, 6 300; y a finales de los años 1920, 8 000. De ellos, 3 300 eran judíos; 1 900, hutsul; 1 300, polacos; y más de 500, armenios.

## Residentes notables
- Edmund Charaszkiewicz (1895-1975), oficial de inteligencia polaco
- Eliasz Kuziemski (1922-2000), actor polaco
- Vira Vovk, escritor ucraniano
- Abraham Gershon de Kitov (1701-1761), rabino
- Haim Drukman (1932-2022), rabino y educador